# Leonardo Passos Alves
Leonardo Passos Alves, meglio noto come Leo (Jacobina, 29 novembre 1989), è un ex calciatore brasiliano, di ruolo attaccante.

## Carriera
Ha giocato nella massima serie israeliana, in quella ucraina, in quella saudita e in quella bahreinita.

## Statistiche

### Presenze e reti nei club
Statistiche aggiornate al 24 agosto 2021.
| Stagione                   | Squadra                    | Campionato                 | Campionato | Campionato | Coppe nazionali | Coppe nazionali | Coppe nazionali | Coppe continentali | Coppe continentali | Coppe continentali | Altre coppe | Altre coppe | Altre coppe | Totale | Totale |
| Stagione                   | Squadra                    | Comp                       | Pres       | Reti       | Comp            | Pres            | Reti            | Comp               | Pres               | Reti               | Comp        | Pres        | Reti        | Pres   | Reti   |
| -------------------------- | -------------------------- | -------------------------- | ---------- | ---------- | --------------- | --------------- | --------------- | ------------------ | ------------------ | ------------------ | ----------- | ----------- | ----------- | ------ | ------ |
| 2010                       | Criciúma                   | C                          | 3          | 0          |                 | -               | -               |                    | -                  | -                  |             | -           | -           | 3      | 0      |
| 2011                       | Criciúma                   | PD/SC                      | 0          | 0          |                 | -               | -               |                    | -                  | -                  |             | -           | -           | 0      | 0      |
| Totale Criciúma            | Totale Criciúma            | Totale Criciúma            | 3          | 0          |                 | -               | -               |                    | -                  | -                  |             | -           | -           | 3      | 0      |
| gen.-apr. 2012             | Beitar Gerusalemme         | LhA                        | 12         | 3          |                 | -               | -               |                    | -                  | -                  |             | -           | -           | 12     | 3      |
| ago.-dic. 2012             | Hapoel Akko                | LhA                        | 10         | 1          | TC              | 4               | 0               |                    | -                  | -                  |             | -           | -           | 14     | 1      |
| 2013                       | Grêmio Barueri             | A2/SP                      | 10         | 0          | CB              | 1               | 0               |                    | -                  | -                  |             | -           | -           | 11     | 0      |
| 2013-2014                  | Metalurh Zaporižžja        | PL                         | 11         | 0          | CU              | 1               | 0               |                    | -                  | -                  |             | -           | -           | 12     | 0      |
| lug.-dic. 2014             | Metalurh Zaporižžja        | PL                         | 3          | 1          | CU              | 0               | 0               |                    | -                  | -                  |             | -           | -           | 3      | 1      |
| Totale Metalurh Zaporižžja | Totale Metalurh Zaporižžja | Totale Metalurh Zaporižžja | 14         | 1          |                 | 1               | 0               |                    | -                  | -                  |             | -           | -           | 15     | 1      |
| gen.-ago. 2015             | Hakoah Ramat Gan           | LL                         | 10         | 1          |                 | -               | -               |                    | -                  | -                  |             | -           | -           | 10     | 1      |
| 2016-2017                  | Al-Ettifaq                 | PL                         | 6          | 1          |                 | -               | -               |                    | -                  | -                  |             | -           | -           | 6      | 1      |
| 2017-2018                  | Al-Riffa                   | PL                         | 1+         | 1+         |                 | -               | -               |                    | -                  | -                  |             | -           | -           | 1+     | 1+     |
| Totale carriera            | Totale carriera            | Totale carriera            | 65+        | 8+         |                 | 6               | 0               |                    | -                  | -                  |             | -           | -           | 71+    | 8+     |